# Lisna Poleana, Markivka
Lisna Poleana (în ucraineană Лісна Поляна) este localitatea de reședință a comunei Lisna Poleana din raionul Markivka, regiunea Luhansk, Ucraina.

## Demografie
Componența lingvistică a localității Lisna Poleana
     Ucraineană (87,06%)
     Rusă (12,48%)
     Alte limbi (0,15%)
Conform recensământului din 2001, majoritatea populației localității Lisna Poleana era vorbitoare de ucraineană (87,06%), existând în minoritate și vorbitori de rusă (12,48%).